# Sándor Cséfai
Sándor Cséfai (født 13. juli 1904 i Budapest, død 2. september 1984 i Budapest) var en ungarsk udendørshåndboldspiller som deltog under Sommer-OL 1936.
Han var en del af det ungarske udendørshåndboldhold, som kom på en fjerdeplads i den olympiske turnering. Han spillede tre kampe.